# Ахметов Ільзат Тоглокович
Ільзат Тоглокович Ахметов (рос. Ильзат Тоглокович Ахметов / кирг. Ильзат Төглокович Ахметов / уйг. ئىلزات ئەخمەت; нар. 31 грудня 1997, Бішкек, Киргизстан) — російський футболіст, атакувальний півзахисник російського клубу ЦСКА (Москва) та національної збірної Росії.

## Клубна кар'єра
За національністю — уйгур. Народився в Бішкеку, Киргизстан, у дитинстві грав у місцевій команді «Алга». Школярем переїхав у Тольятті в Академію футболу імені Юрія Конопльова, після чого перейшов у казанську команду «Рубін-1997».
У віці 16 років і 8 місяців дебютував в основній команді «Рубіна» в матчі 1/16 фіналу Кубку Росії проти «Променя-Енергії», ставши наймолодшим дебютантом казанського клубу. Дебют у Прем'єр-лізі відбувся 20 жовтня 2014 року в матчі проти «Мордовії».
У липні 2018 року перейшов з «Рубіна» в московський ЦСКА, з яким підписав контракт на чотири роки. Влітку 2019 року змінив номер 77 на 7-ий. 1 вересня 2019 року забив перший м'яч за ЦСКА.
У червні 2020 року переніс операцію на плечі. Вперше після операції з'явився на полі в поєдинку 1-го туру групового етапу Ліги Європи 2020/21 22 жовтня 2020 року проти «Вольфсбергера» (1:1), вийшовши на заміну замість Костянтина Кучаєва на 77-й хвилині зустрічі. Цей матч став для нього першим офіційним після гри 21-го туру РПЛ сезону 2019/20 в березні 2020 року проти «Ростова» (2:3).

## Кар'єра в збірній

### Збірна Росії
5 листопада 2018 року головний тренер національної збірної Росії Станіслав Черчесов викликав Ахметова на товариський матч з Німеччиною і матч Ліги націй з командою Швеції. Однак через травму змушений був пропустити збір збірної.
11 березня 2019 року оголосили, що Ахметов викликаний в збірну Росії для матчів відбіркового турніру до чемпіонату Європа 2020 зі збірними Бельгії та Казахстану. Дебютував за збірну 21 березня 2019 року в матчі з Бельгією. У наступному матчі збірної Росії (проти збірної Казахстану) пас Ахметова п'ятою Денису Черишеву визнали найкращою технічною дією ігрового дня.
15 березня 2021 року одержав виклик у збірну після тривалої відсутності, пов'язаної з операцією на плечі.

### Збірна Киргизстану
Футбольна Федерація Киргизстану намагалася залучити Ільзата Ахметова до національної збірної Киргизстану починаючи з вересня 2016 року, коли 18-річний футболіст виступав ще за «Рубін». У заяві вказувалося, що Ільзат народився в Бішкеку і має повне право виступати за національну збірну Киргизстану. Тоді ж головний тренер збірної Киргизстану Олександр Крестінін заявив: «Нас цікавить Ахметов. Але на даний момент він виступає за юнацьку збірну Росії. Проте, ми розуміємо, що він має право грати за національну збірну Киргизстану. Так що вибір буде тільки за самим Ільзатом».
У жовтні 2018 року Крестініна заявив, що в черговий раз намагався зв'язатися і запросити Ахметова зіграти за збірну своєї батьківщини. Він розповів, що під час перебування в Москві хотів залетіти до Ільзату в Казань, але ні він, ні його батько не взяли трубку: «Позицію вони свою озвучили. У мене до них жодних претензій і образ немає. Кожен вибирає свій шлях. Якщо він зіграє за нас, то вже там буде легіонером. Він будує кар'єру через Росію. Це його право, і ми повинні його поважати. Це нормально».
У своїх інтерв'ю Ахметов розповів, що йому приходять листи з докорами та образами, через те що він отримав громадянство Росії. За його словами, киргизькі вболівальники звинувачують його в зраді. Сам Ахметов заявив, що ніколи не зраджував свою рідну країну: «Прикро, коли ображають, але я намагаюся не приймати це близько до серця. Хто знає мою ситуацію, той ставиться правильно. Я не зраджував Киргизстан, навпаки, я хочу прославити країну, де я народився». Батько Тоглок Ахметов також заявив, що рішення прийняти громадянство РФ виникло після того, як його син почав грати в Росії, і наявність громадянства стало умовою прийняття Ільзата на навчання в російську футбольну академію.

## Досягнення

### Командні
ЦСКА
- Суперкубок Росії
  -  Володар (1): 2018

Особисті
- Найкращий молодий футболіст Росії: 2018 (Перша п'ятірка)

## Статистика виступів

### Клубна
Станом на 24 грудня 2020.
| Сезон                    | Команда                  | Чемпіонаті               | Чемпіонаті | Чемпіонаті | Нац. кубок | Нац. кубок | Нац. кубок | Єврокубки | Єврокубки | Єврокубки | Інші кубки | Інші кубки | Інші кубки | Загалом | Загалом | Загалом |
| Сезон                    | Команда                  | Змаг                     | Матчі      | Голи       | Змаг       | Матчі      | Голи       | Змаг      | Матчі     | Голи      | Змаг       | Матчі      | Голи       | Матчі   | Голи    |         |
| ------------------------ | ------------------------ | ------------------------ | ---------- | ---------- | ---------- | ---------- | ---------- | --------- | --------- | --------- | ---------- | ---------- | ---------- | ------- | ------- | ------- |
| 2014-2015                | «Рубін»                  | ПЛ                       | 9          | 0          | КР         | 1          | 0          |           | -         | -         |            | -          | -          | 10      | 0       |         |
| 2015-2016                | «Рубін»                  | ПЛ                       | 3          | 0          | КР         | 1          | 0          | ЛЄУ       | 2         | 0         |            | -          | -          | 6       | 0       |         |
| 2016-2017                | «Рубін»                  | ПЛ                       | 12         | 0          | RH         | 3          | 0          |           | -         | -         |            | -          | -          | 15      | 0       |         |
| 2017-2018                | «Рубін»                  | ПЛ                       | 2          | 0          | КР         | 0          | 0          |           | -         | -         |            | -          | -          | 2       | 0       |         |
| 2018-2019                | ЦСКА (Москва)            | ПЛ                       | 26         | 0          | КР         | 0          | 0          | ЛЧУ       | 4         | 0         | СР         | 0          | 0          | 30      | 0       |         |
| 2019-2020                | ЦСКА (Москва)            | ПЛ                       | 21         | 2          | КР         | 3          | 2          | ЛЄУ       | 6         | 0         |            | -          | -          | 29      | 4       |         |
| 2020-2021                | ЦСКА (Москва)            | ПЛ                       | 4          | 0          | КР         | 0          | 0          | ЛЄУ       | 5         | 0         |            | -          | -          | 9       | 0       |         |
| Загалом за ЦСКА (Москва) | Загалом за ЦСКА (Москва) | Загалом за ЦСКА (Москва) | 51         | 2          |            | 3          | 2          |           | 15        | 0         |            | -          | -          | 69      | 4       |         |
| Усього за кар'єру        | Усього за кар'єру        | Усього за кар'єру        | 77         | 2          |            | 8          | 2          |           | 17        | 0         |            | -          | -          | 102     | 4       |         |

### У збірній

#### Молодіжна збірна
Станом на 13 жовтня 2019
| Матчі і голи Ільзата Ахметова за молодіжну збірну Росії | Матчі і голи Ільзата Ахметова за молодіжну збірну Росії | Матчі і голи Ільзата Ахметова за молодіжну збірну Росії | Матчі і голи Ільзата Ахметова за молодіжну збірну Росії | Матчі і голи Ільзата Ахметова за молодіжну збірну Росії | Матчі і голи Ільзата Ахметова за молодіжну збірну Росії | Матчі і голи Ільзата Ахметова за молодіжну збірну Росії |
| №                                                       | Дата                                                    | Суперник                                                | Рахунок                                                 | Голи                                                    | Турнір                                                  |                                                         |
| ------------------------------------------------------- | ------------------------------------------------------- | ------------------------------------------------------- | ------------------------------------------------------- | ------------------------------------------------------- | ------------------------------------------------------- | ------------------------------------------------------- |
| 1                                                       | 24 березня 2017                                         | Румунія (U-21)                                          | 5:1                                                     | —                                                       | Товариський матч                                        |                                                         |
| 2                                                       | 27 травня 2017                                          | Узбекистан (U-23)                                       | 4:3                                                     | —                                                       | Товариський матч                                        |                                                         |
| 3                                                       | 31 травня 2017                                          | Білорусь (U-21)                                         | 7:0                                                     | 1                                                       | Товариський матч                                        |                                                         |
| 4                                                       | 31 серпня 2017                                          | Вірменія (U-21)                                         | 0:0                                                     | —                                                       | Кваліфікація МЧЄ-2019                                   |                                                         |
| 5                                                       | 12 жовтня 2018                                          | Македонія (U-21)                                        | 5:1                                                     | 1                                                       | Кваліфікація МЧЄ-2019                                   |                                                         |
| 6                                                       | 16 жовтня 2018                                          | Австрія (U-21)                                          | 2:3                                                     | —                                                       | Кваліфікація МЧЄ-2019                                   |                                                         |

Загалом за молодіжну збірну: 6 матчів / 2 голи; 4 перемоги, 1 нічия, 1 поразка.

#### Національна команда
по роках
| національна збірна Росії |       |      |
| Рік                      | Матчі | Голи |
| 2019                     | 7     | 0    |
| Загалом                  | 7     | 0    |

по матчах
| Дата       | Місто           | Господарі | Результат | Гості     | Турнір            | Голи | Примітки |
| ---------- | --------------- | --------- | --------- | --------- | ----------------- | ---- | -------- |
| 21-3-2019  | Брюсель         | Бельгія   | 3 – 1     | Росія     | Відбір до ЧЄ 2020 | -    |          |
| 24-3-2019  | Астана          | Казахстан | 0 – 4     | Росія     | Відбір до ЧЄ 2020 | -    | 72'      |
| 11-6-2019  | Нижній Новгород | Росія     | 1 – 0     | Кіпр      | Відбір до ЧЄ 2020 | -    | 90+2'    |
| 6-9-2019   | Глазго          | Шотландія | 1 – 2     | Росія     | Відбір до ЧЄ 2020 | -    | 89' 90'  |
| 9-9-2019   | Калінінград     | Росія     | 1 – 0     | Казахстан | Відбір до ЧЄ 2020 | -    | 63'      |
| 10-10-2019 | Москва          | Росія     | 4 – 0     | Шотландія | Відбір до ЧЄ 2020 | -    | 79'      |
| 13-10-2019 | Нікосія         | Кіпр      | 0 – 5     | Росія     | Відбір до ЧЄ 2020 | -    | 61'      |
| 24-3-2021  | Та-Калі         | Мальта    | 1 – 3     | Росія     | Відбір до ЧС 2022 | -    |          |
| Усього     |                 | Матчів    | 8         |           | Голів             | 0    |          |